# Carpoapseudes auritochelis
Carpoapseudes auritochelis är en kräftdjursart som beskrevs av Kudinova-pasteernak 1975. Carpoapseudes auritochelis ingår i släktet Carpoapseudes och familjen Apseudidae. Inga underarter finns listade i Catalogue of Life.